# Biljsko groblje
Biljsko groblje este o arie protejată (sit de importanță comunitară — SCI) din Croația întinsă pe o suprafață de 2,85 ha, integral pe uscat.

## Localizare
Centrul sitului Biljsko groblje este situat la coordonatele 45°36′13″N 18°44′12″E / 45.603475°N 18.736639°E.

## Înființare
Situl Biljsko groblje a fost declarat sit de importanță comunitară în iulie 2013 pentru a proteja un număr necunoscut de specii din flora spontană și fauna sălbatică aflate în arealul zonei.

## Biodiversitate
Situată în ecoregiunea continentală, aria protejată conține 1 habitat natural: Pajiști stepice subpanonice.
La baza desemnării sitului se află un număr nedeclarat de specii protejate.